# Reint Laan

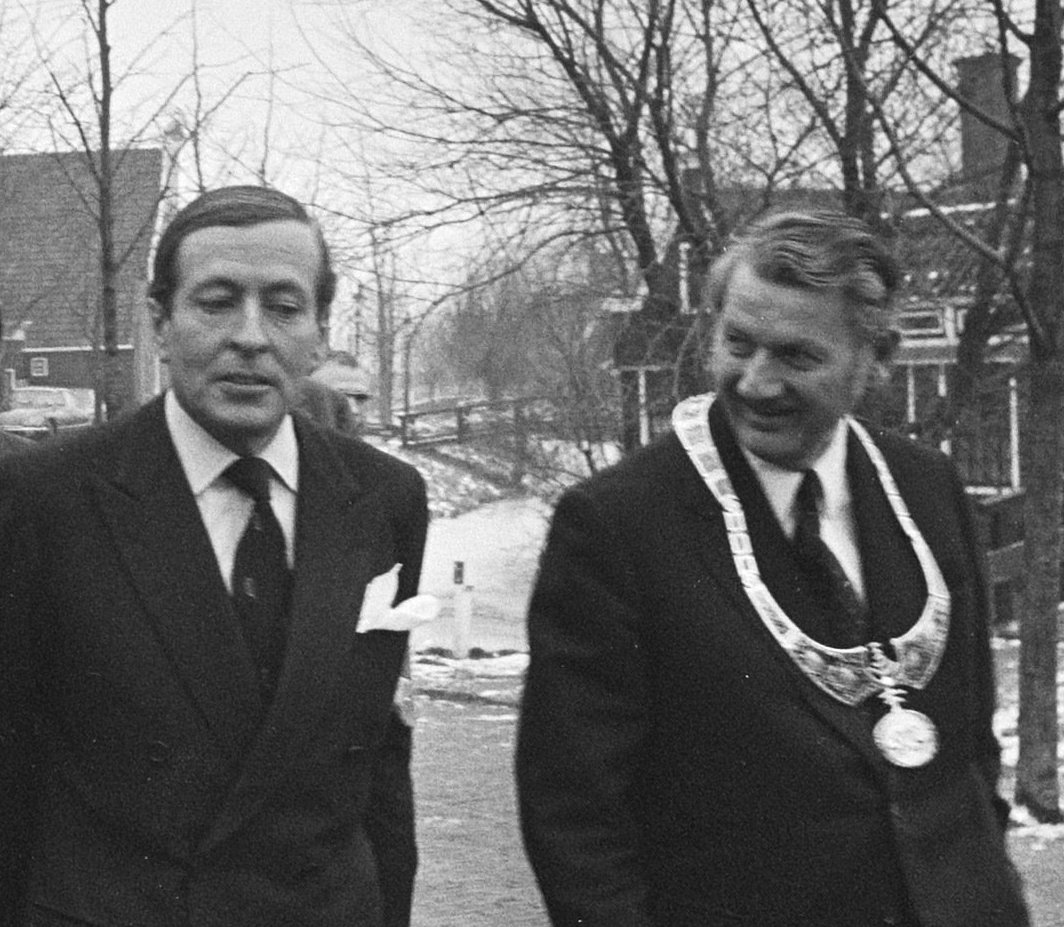
Prinz Claus und Bürgermeister R. Laan (1976)

Reint Laan (* 10. Dezember 1914 in Velsen; † 3. November 1993 in Rotterdam) war ein niederländischer Gewerkschafter und Politiker der sozialdemokratischen PvdA.

## Werdegang
Laan wurde in eine Gewerkschafter-Familie hinein geboren. Sein Vater Reint sr. war ein führender Vertreter der Rotterdamer Hafenarbeiter sowie Ratsmitglied von Sliedrecht und Dordrecht. Seine Mutter war ebenfalls Ratsmitglied in Sliedrecht. Laan selbst besuchte zunächst bis 1934 die städtische Berufsschule für Lehrer in Dordrecht und war im Anschluss daran Dozent an Gewerkschaftskaderschulen in Rotterdam und Schiedam. In seiner Laufbahn als Gewerkschaftsführer vertrat er zunächst von 1939 bis 1941 die Hafenarbeiter von Delfzijl und war dann bis 1945 Kontrolleur der Allgemeinen Provinzial-Krankenversicherung in Groningen. Später amtierte Laan von 1951 bis 1961 als Sekretär für Hafenarbeiter der Transportgewerkschaft beim Niederländischen Gewerkschaftsbund NVV und leitete von 1961 bis 1963 als Direktor das Regionalbüro für unterentwickelten Gebieten bei der Internationalen Transportarbeiter-Föderation in London.
Politisch begann Laans Karriere als Ratsmitglied und Wethouder (Beigeordneter) von Delfzijl von 1945 bis 1947. Später war er auch Ratsmitglied in Amsterdam (1949–1951) und Rotterdam (1958–1961 und 1966–1968). 1964 wurde Laan für die PvdA in die Zweite Kammer der Generalstaaten gewählt und von dieser 1965 auch ins Europaparlament delegiert. 1968 schied Laan aus dem Parlament aus und wurde zum Bürgermeister von Zaandam berufen. Dieses Amt behielt er auch, als 1974 nach einer Strukturreform die neue Gemeinde Zaanstad gebildet wurde. 1979 ging er in Pension.
Laan war Mitglied der niederländischen Delegation in der Konferenz der Gemeinden und Regionen des Europarates und von 1974 bis 1976 Präsident der Konferenz. In seine Amtszeit fiel die Änderung der Charta der Konferenz 1975 durch das Ministerkomitee. Damit wurde die bis dahin ausschließlich aus Vertretern lokaler Behörden bestehende Konferenz um die Vertreter der Regionen ergänzt und der Konferenz die Funktion eines Bindeglieds zu den Europäischen Gemeinschaften zugedacht.